# Renault do Brasil
La Renault do Brasil, es la rama de Renault en Brasil, con sede en la ciudad de São José dos Pinhais, en el Estado de Paraná. Inicia sus labores productivas en 1967, con un prolongado receso, transcurrido entre 1982 a 1995; y en ese año, cuando reactiva sus operaciones con la construcción del complejo Ayrton Sena, sede de pruebas de la marca en el continente, y luego, habilitada como planta de producción de vehículos de pasajeros retoma oficialmente sus labores. Actualmente es la quinta empresa por volumen en venta de automóviles en Brasil, y el tercer mercado de la marca, tras el mercado francés y alemán.

## Historia

### Inicios
En Brasil, la Renault ha estado presente desde la década de 1960; cuando con Gordini inicia en Brasil la fabricación en colaboración, y junto con la American Willys Overland; de coches de la marca francesa en su planta, la que en el momento producía bajo licencia algunos de los modelos "Dauphine Gordini", la que luego fue una versión considerada como muy mejorada del Dauphine, hasta que en 1968, cuando la Willys Overland vende sus operaciones a la Ford, la que heredaría el "Proyecto M", este proyecto se desarrollaría como la colaboración entre Renault y Willys, y se hizo patente con el lanzamiento del Ford Corcel en 1968, cuando la Ford se hizo definitivamente a la propiedad de dicha factoría. 
Éste sería un automóvil cuyo estilo se puede considerar más o menos como una versión norteamericanizada del Renault 12, y luego de su excelente desempeño en el mercado brasileño, se inicia la producción de los motores Renault CHT, los que luego equiparían varios modelos de coches de la producción de las firmas Renault, Ford y Volkswagen; y usados extensamente en el mercado de Brasil y Suramérica.

### Desaparición
Luego, y debido a la crisis brasileña en la década de 1970 cuando los coches importados no podían ser vendidos en el país dadas las duras salvaguardas impuestas por el gobierno de turno, tan solo modelos de producción local podían ser comercializados, lo que hizo que la presencia de la Renault se extinguiese de a pocos, ya que no tenía instalada una planta de fabricación propia en el país, considerándose sus coches como importados, y teniendo luego la empresa que abandonar el país. 

### Retoma de labores
Ya en los años 90, cuando se superó la crisis; y bajo el gobierno de Fernando Collor de Mello, la francesa reabrió las puertas al mercado brasileño, y Renault; consciente del enorme potencial de dicha nación; fue la primera compañía automotriz en volver a importar autos en 1992, más tarde luego como planta de ensamblaje, y desde 1998 ha sido una marca de las que se han nacionalizado mediante las adquisiciones del gobierno federal brasileño. Hoy día es la quinta marca más vendida en el Brasil, ubicándose entre las cinco marcas más importantes y de mejores ventas en Brasil, la cual ha gozado, aún a pesar de su prematuro retiro; goza de una recordada y próspera presencia y acervo tradicional, siendo reconocida por ser una de las empresas más fuertes en el desarrollo e invención de plataformas mecánicas, así como por la alta calidad de sus productos. 
En 1998 fue inaugurada su moderna planta de fabricación, ubicada en la ciudad de São José dos Pinhais, en el Estado de Paraná. Su fábrica actualmente está siendo ampliada, para acometer el incremento de su producción, pasando de 275 000 a 375 000 vehículos producidos al año. Actualmente la Renault do Brasil tiene cerca de 274 concesionarios en todo el territorio brasileño, y exporta hasta un 15 % de su material producido para el ensamblaje de vehículos de la marca gala en Colombia y Argentina.

## Propiedad
A partir de 2011, el 80,29% de la compañía es controlada indirectamente por Renault a través del Joint-venture Compagnie Financière pour l'Amérique Latine (COFAL), que también tenía acciones de la filial Renault Argentina, y que ahora es la propietaria principal de la automotriz argentina. Un 19,56 por ciento de la propiedad es directamente ejercida por la casa matriz de la Renault en Francia, y el Estado de Paraná es el propietario del restante de los paquetes accionarios.

### Línea cronológica[5]
- 1997 - Es puesta la primera piedra del complejo industrial de Renault en Brasil, Ayrton Senna.
- 1998 - Es inaugurada la planta de producción de vehículos de pasajeros.
- 1999 - Es inaugurada la planta de producción de motores.
- 2000 - Inicia la construcción de la planta de vehículos comerciales y utilitarios.
- 2001

- Abril - Sale de las líneas de producción el automóvil N.º 100.000,
- Octubre - Sale de las líneas de producción el motor N.º 100.000,
- Noviembre - Es inaugurado el nuevo depósito de piezas de refacción.
- Diciembre - Es iniciada la producción, posteriormente a su construcción, las labores en la planta de vehículos utilitarios,

- 2003

- Septiembre - Sale de las líneas de producción de vehículos utilitarios la unidad N.º 10.000,
- Noviembre - Las actividades de producción de la fábrica son certificadas bajo la norma ISO 14001,

- 2004 - Inicia la producción de los motores del modelo K4M, de tipo Flexifuel,
- 2005 - Se inicia la producción del Megane II en la planta de vehículos de pasajeros, y sale de las líneas de producción de vehículos la unidad N.º 750.000,

- Julio - Se inicia la producción de motores Flexifuel de 1,0 y 1,6 litros para el mercado local y la exportación,

- 2006

- Febrero - Es presentada la unidad N.º 50.000 salida de las líneas de producción de vehículos utilitarios,
- Marzo - Sale de las líneas de producción de vehículos de pasajeros la unidad N.º 400.000,
- Noviembre - Sale de las líneas de producción de vehículos de la planta "Ayrton Senna" la unidad N.º 500.000,
- Diciembre - La producción de motores llega al millón de unidades,

- 2007 - Lanzamiento de la serie Megane II Grand Tour, Logan y Sandero,
- 2008 - Lanzamiento del Sandero Stepway; como competencia al Volkswagen Crossfox,
- 2009 - Lanzamiento del Symbol Flexifuel (1,0 y 1,6 litros).
- 2010 - Finaliza la fabricación del Scénic y el Megane II, sale de las plantas el Renault Logan Serie 2, con la presencia del presidente global de Renault-Nissan, Carlos Ghosn.
- 2011 - Lanzamiento del Sandero Automatíque (caja de cambios automática)

- 2013 - Lanzamiento del Renault Logan II.

## Modelos producidos en sus instalaciones
- Renault Clio II (2000–2012)
- Renault Clio Sedán (2000-2008)
- Renault Master (2003–2010)
- Renault Master II (2010-presente)
- Renault Scénic (1999-2010)
- Renault Mégane II Estate (2006–2012)
- Renault Mégane II (2006-2010)
- Renault Sandero (2007–presente)
- Renault Logan (2007-2013)
- Renault Logan II (2013-presente)
- Renault Duster (2011-presente)
- Renault Sandero Stepway (2011-presente)
- Renault Sandero Rip Curl (2012)
- Renault Sandero GT Line (2012-presente)
- Renault Captur (2016-2022)
- Renault Kwid (2017- presente)
- Renault Duster Oroch (2016 - presente)
- Renault Kardian (2023 - presente)

### Empresas filiales/Partnership similares
- Renault
- CIADEA S.A.
- Sofasa
- Revoz
- Nissan Mexicana
- Renault-Samsung
- Nissan
- Dacia

### Listas relacionadas
- Modelos de Renault